# San Giuseppe dei Falegnami

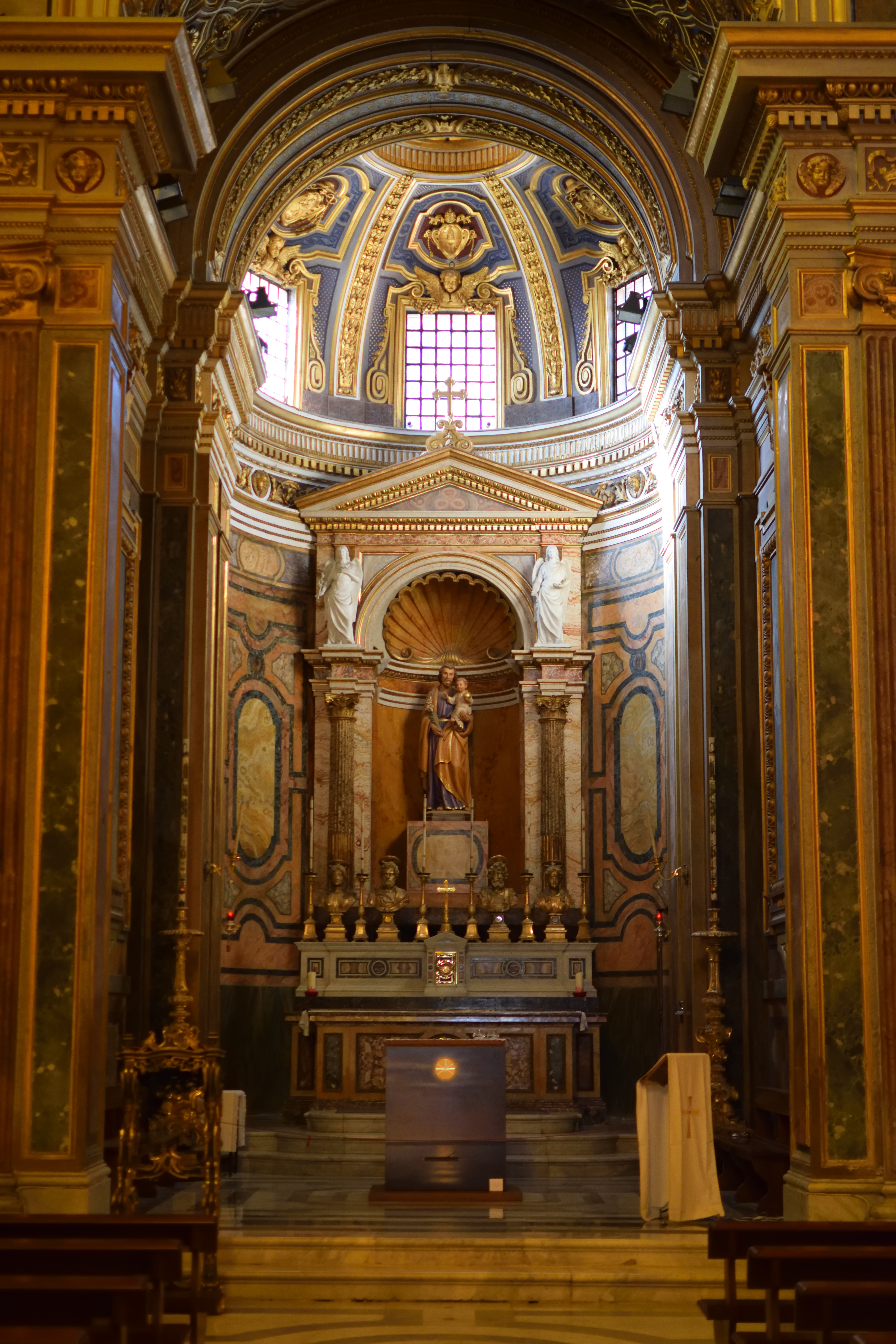
Innenansicht der Kirche San Giuseppe dei Falegnami mit Blick auf die Apsis

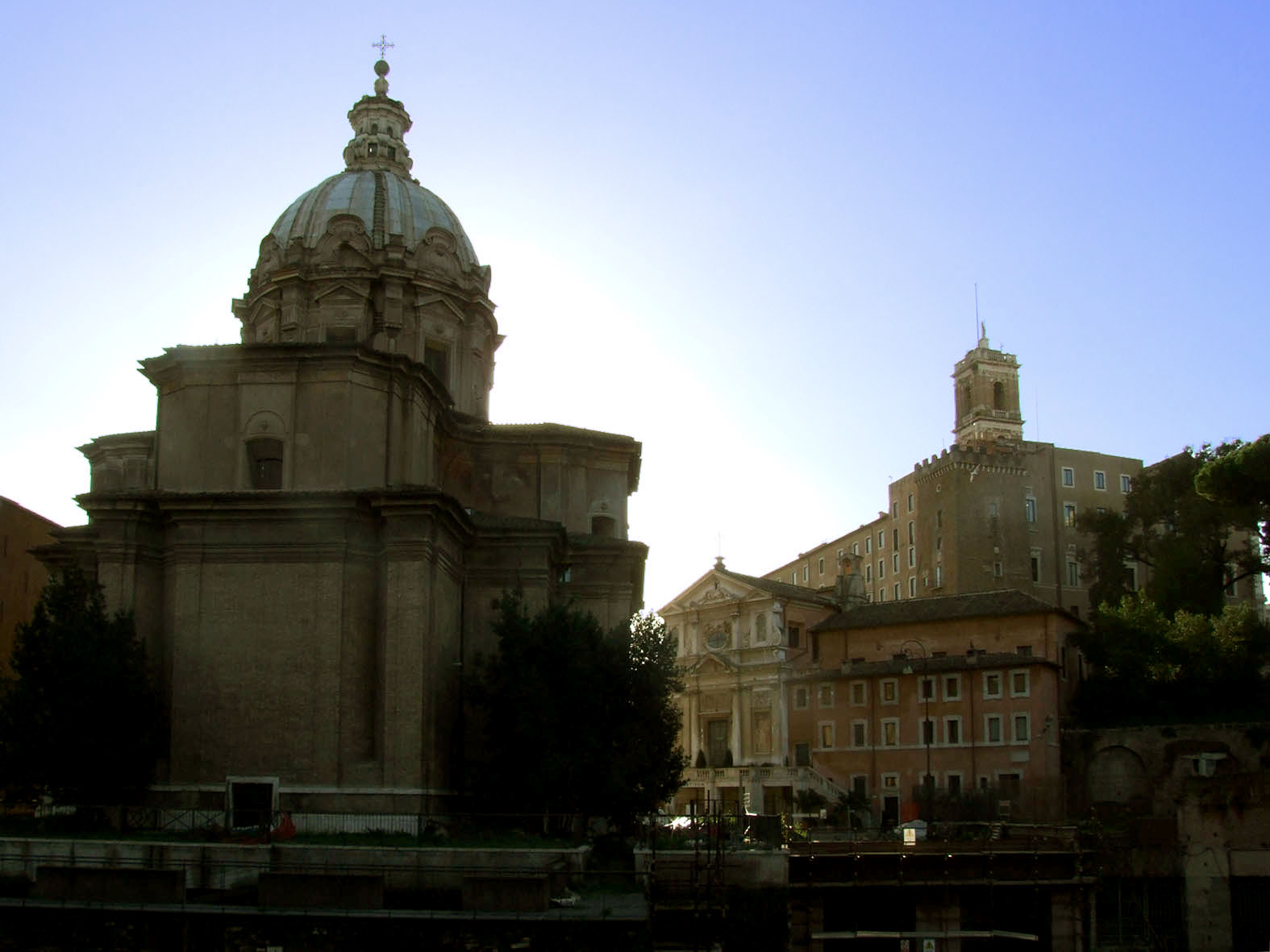
San Giuseppe dei Falegnam zwischen Santi Luca e Martina und Senatorenpalast

San Giuseppe dei Falegnami (lat.: Sancti Iosephi Fabrorum Lignariorum „Kirche des Heiligen Josefs des Schutzpatrons der Schreiner“) ist eine Kirche in Rom, im Rione Campitelli, am Clivus Argentarius beim Forum Romanum. Sie wurde über dem Mamertinischen Kerker errichtet. Sie ist seit 2012 Titeldiakonie der römisch-katholischen Kirche.
Bereits im 4. Jahrhundert entstand in den Kerkerräumen eine Andachtstelle, aus der sich die Kirche San Pietro in Carcere entwickelte. 1540 erwarb die Zunft der Schreiner (italienisch: Congregazione dei Falegnami) diese Kirche. 1597 begann sie mit den Arbeiten an der neuen, ihrem Patron Josef geweihten Kirche, die 1663 beendet wurden. Die Kirche wurde 1886 restauriert und eine neue Apsis angebaut.
Die Fassade ist heute gegenüber dem Straßenniveau erhöht, da bei den Arbeiten der 1930er Jahre der angrenzende Platz abgesenkt wurde, um einen Zugang zum darunterliegenden Kerker zu bekommen.
Der Innenraum besteht aus einem Schiff mit je zwei Seitenkapellen. Die Ausstattung stammt aus dem 19. Jahrhundert. Zu den wichtigsten Werken gehört die Geburt Christi von Carlo Maratta (1651).
An die Kirche ist ein Oratorium mit einer schönen Holzdecke angeschlossen. Außerdem ist die Cappella del Crocifisso, die aus dem 16. Jahrhundert stammt, zwischen den Boden der Kirche und das Gewölbe des Mamertinischen Kerkers eingefügt.
Am 30. August 2018 stürzte ein Teil des Daches über dem Hauptschiff ein. Die Kirche war zu diesem Zeitpunkt für das Publikum geschlossen. Der kunstgeschichtliche Verlust ist eine hölzerne Decke von außerordentlicher Qualität aus der Zeit um 1700. Die römische Staatsanwaltschaft ermittelt wegen krimineller Baumängel, denn das Dach und die Fassade der Kirche waren erst 2015 restauriert worden.
Bis zum März 2020 wurden der Dachstuhl und die Holzdecke wieder rekonstruiert.

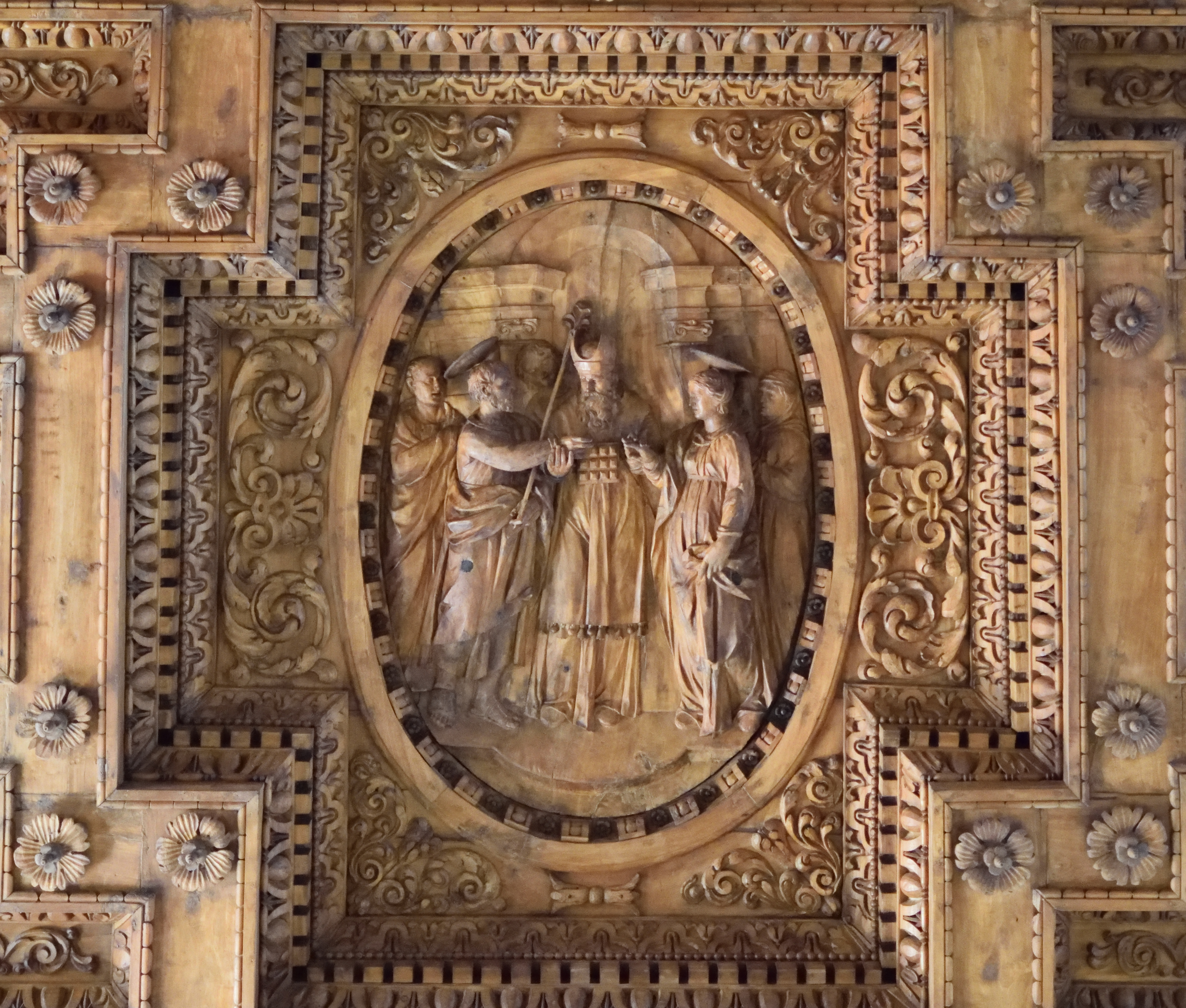
Holzdecke im Oratorium
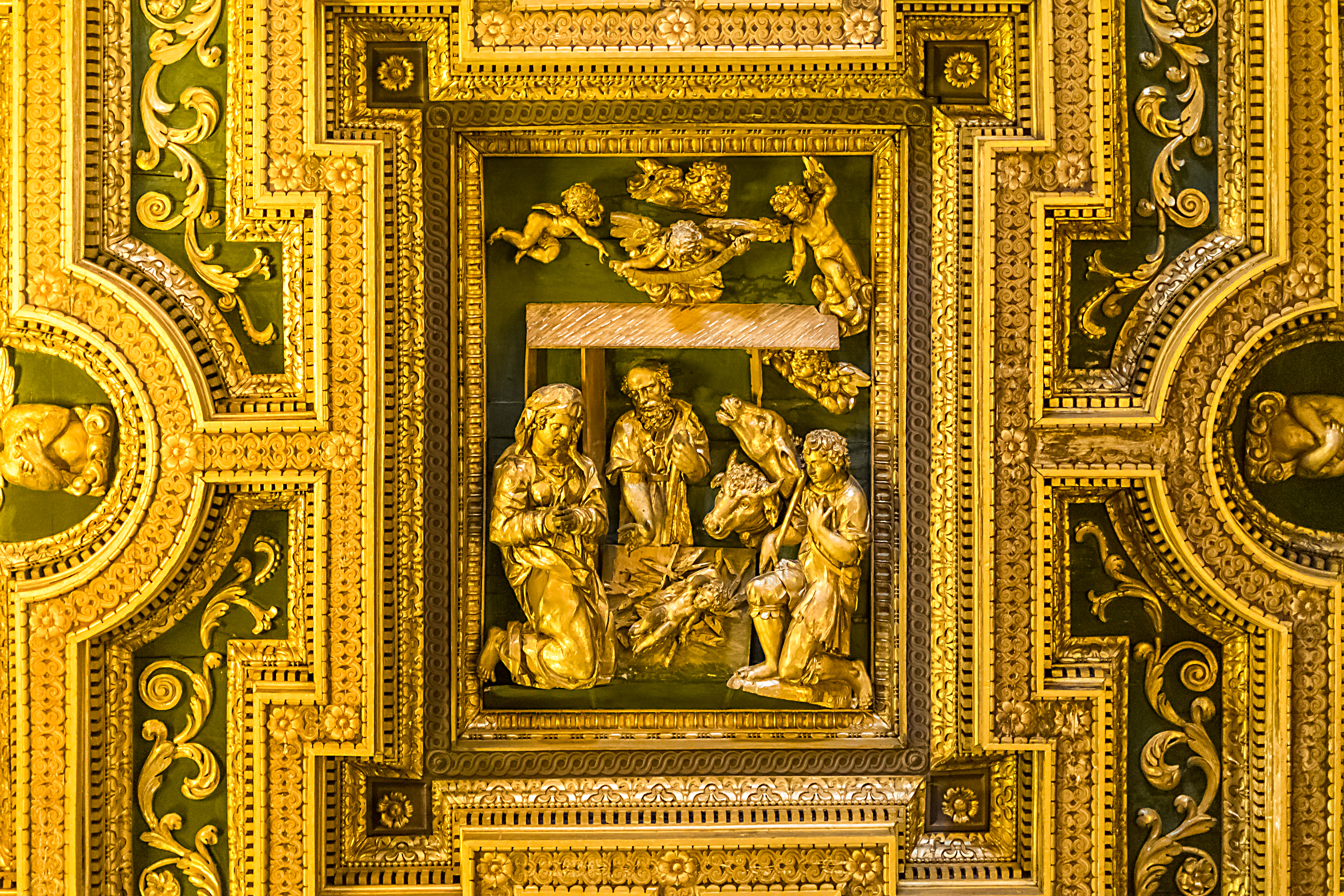
Holzdecke der Kirche mit Darstellung der Geburt
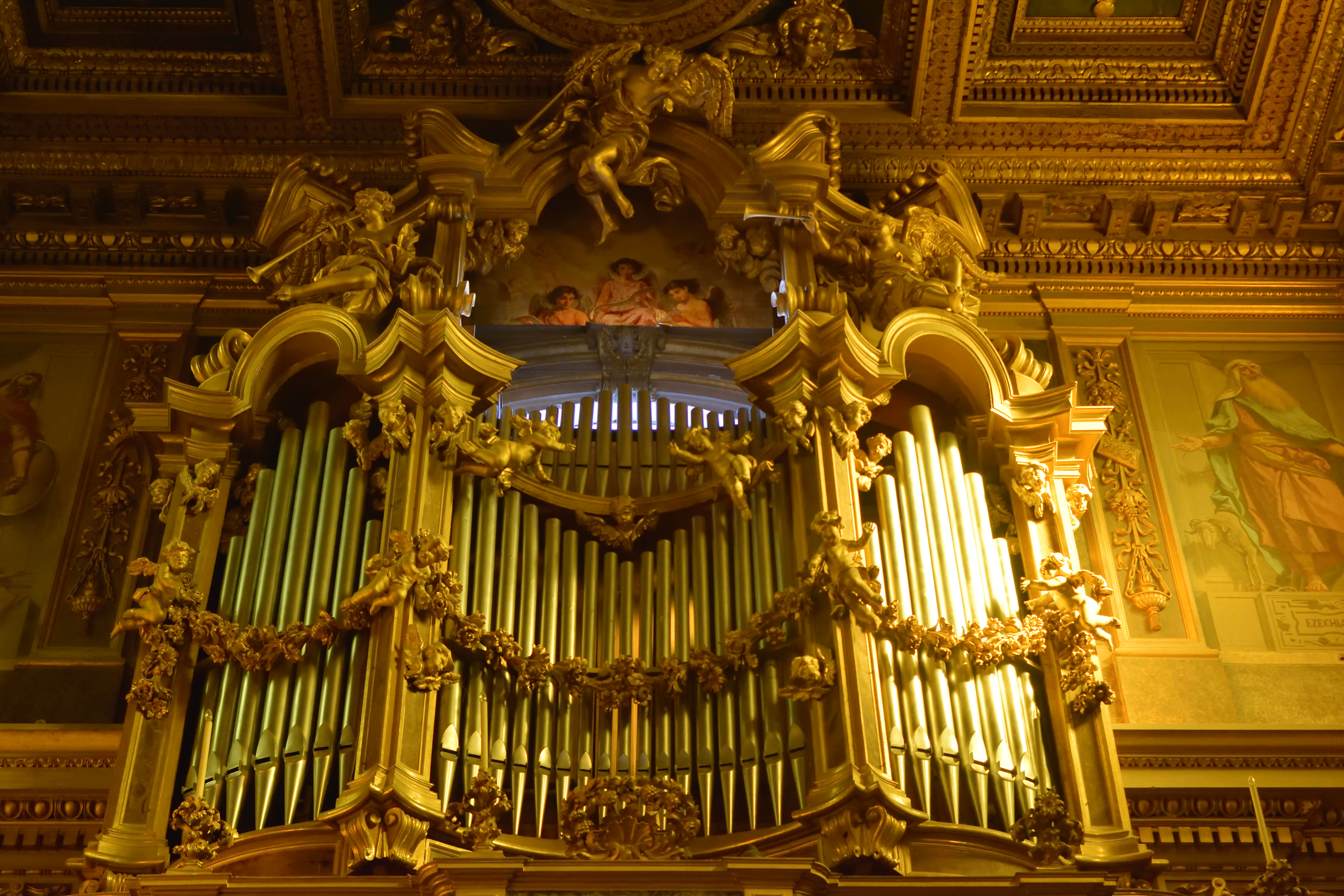
Orgel der Kirche oberhalb des Eingangs
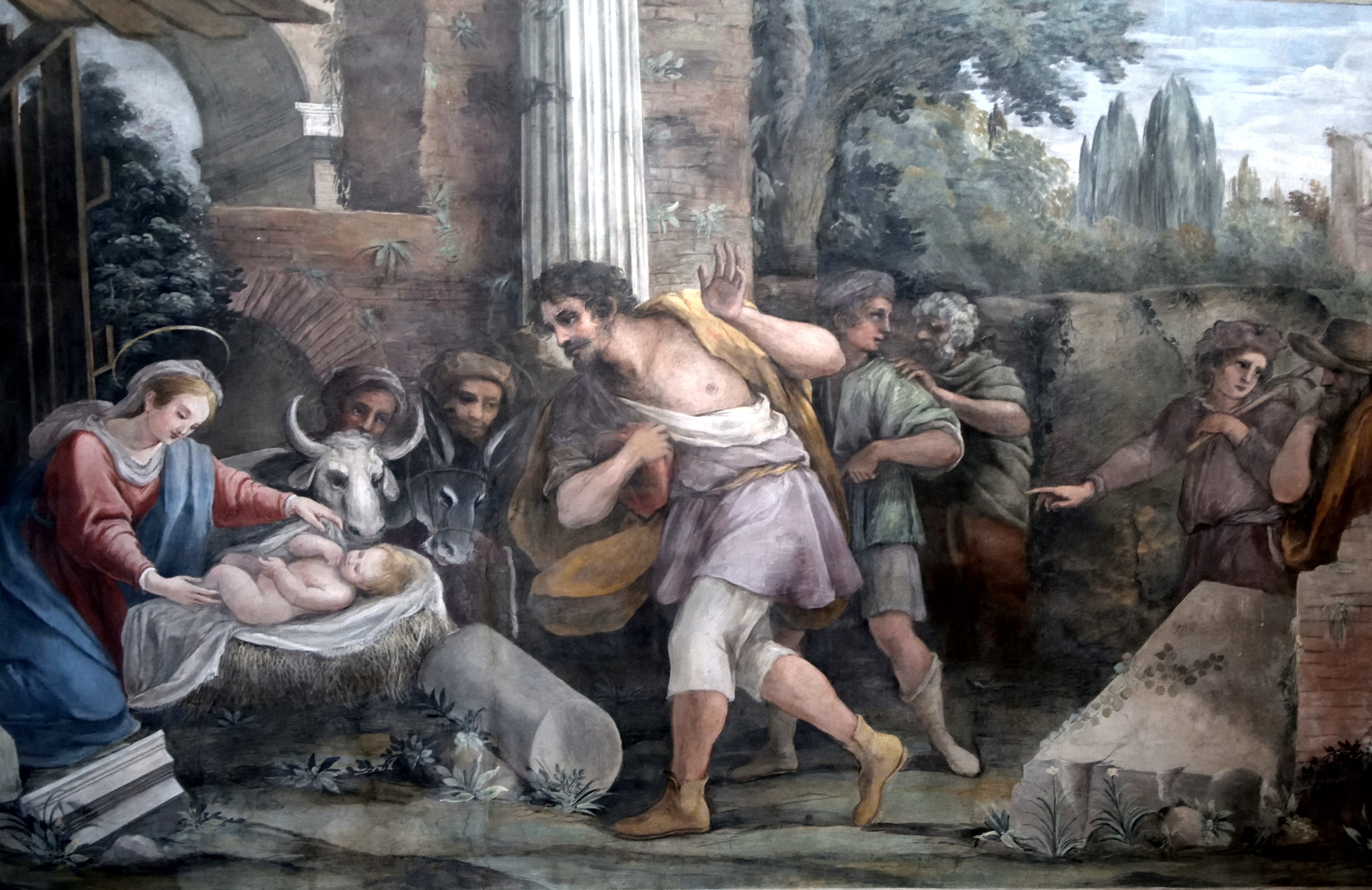
Das Altarbild (Geburt Christi) von Carlo Maratta
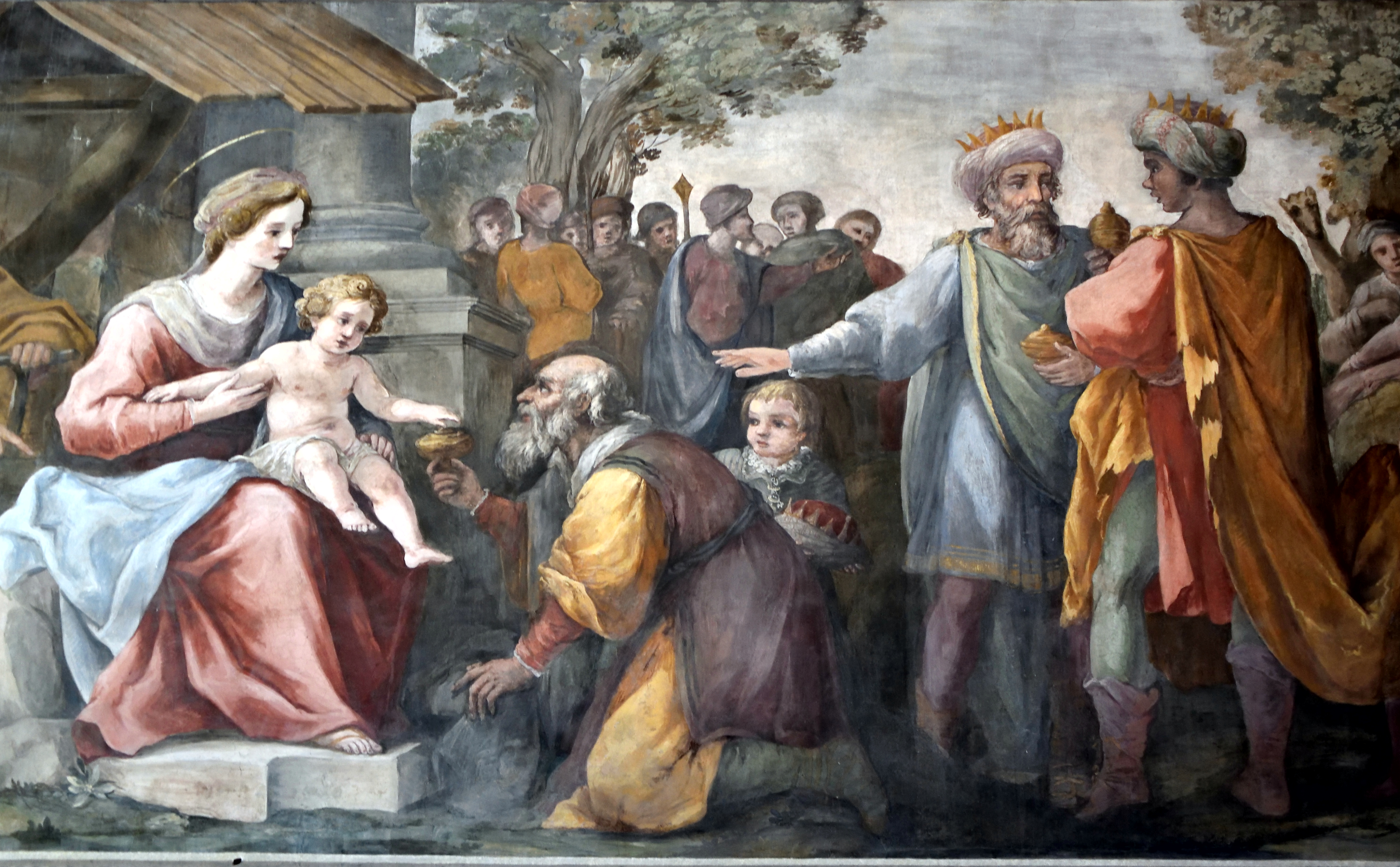
Das Bild zeigt die Anbetung durch die Drei Könige
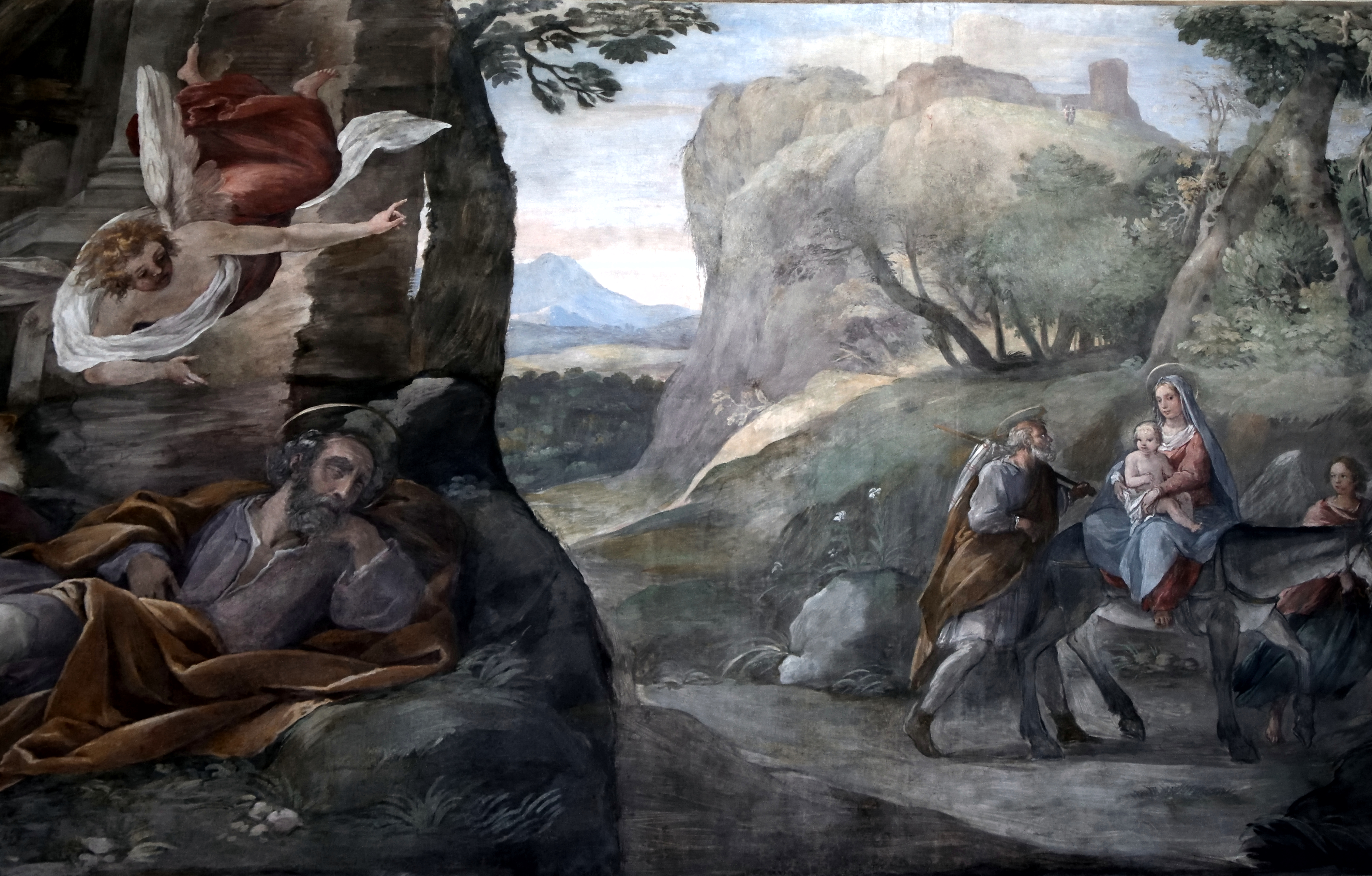
Das Bild zeigt die Flucht nach Ägypten
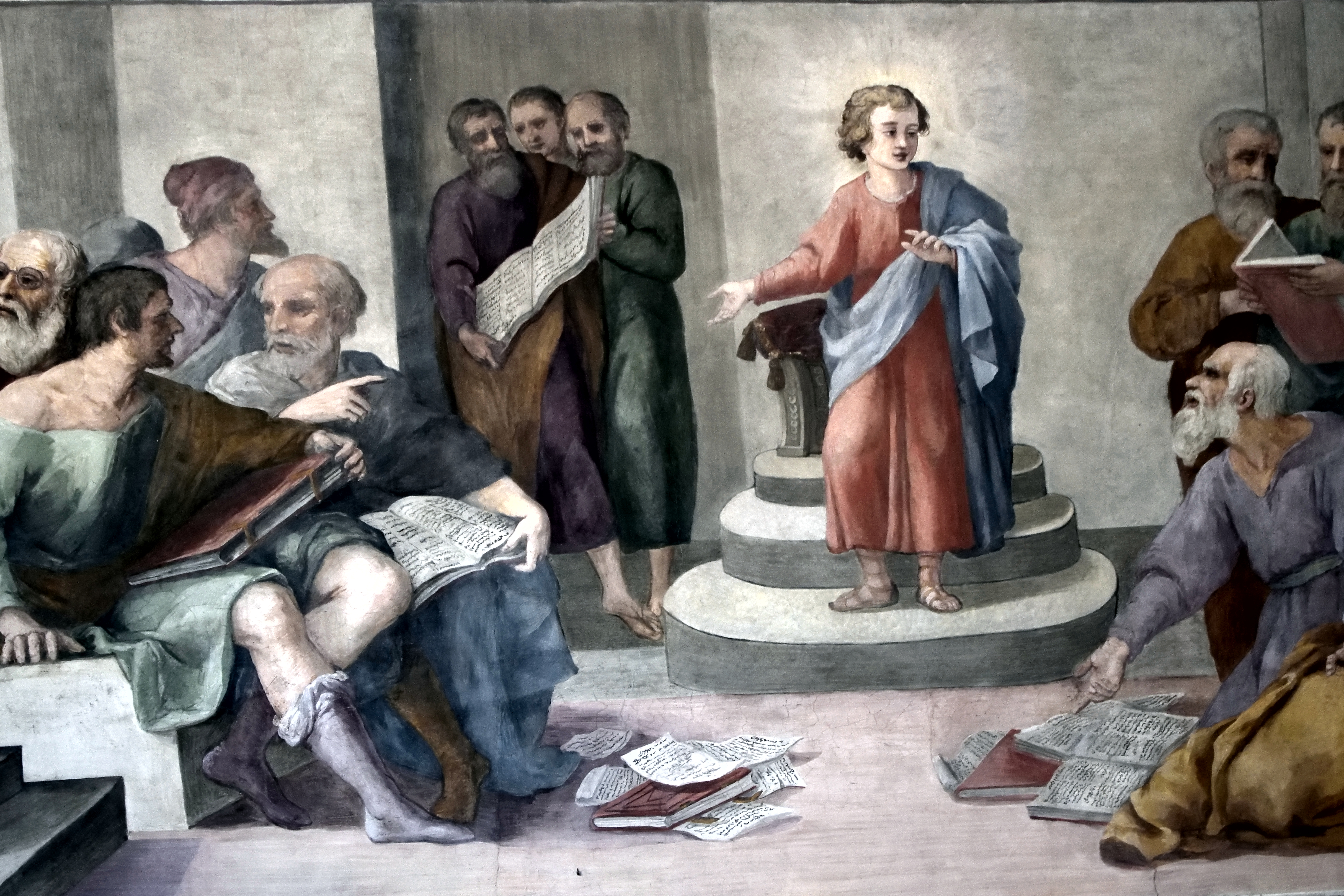
Das Bild zeigt Jesus als 12-Jährigen im Tempel